# Paratorchus bifurcatus
Paratorchus bifurcatus – gatunek chrząszczy z rodziny kusakowatych i podrodziny Osoriinae.
Gatunek ten opisany został w 1982 roku przez H. Pauline McColl jako Paratrochus bifurcatus. W 1984 roku ta sama autorka zmieniła nazwę rodzaju na Paratorchus, w związku z wcześniejszym użyciem poprzedniej nazwy dla rodzaju mięczaków.
Chrząszcz o walcowatym ciele długości od 3,6 do 4 mm, barwy rudobrązowej. Wierzch ciała ma delikatnie punktowany w rozproszony sposób oraz bardzo krótko i rzadko owłosiony. Długość szczecinek jest mniejsza niż odległości między nimi. Owalne, płaskie oczy złożone buduje 7 omatidiów, w tym 4 większe i 3 mniejsze. Przedplecze ma od 0,66 do 0,73 mm długości i wyraźną, siatkowatą mikrorzeźbę. Odwłok ma dziewiąty tergit niezbyt silnie wydłużony ku tyłowi w dwa długie, spiczaste wyrostki. U samca narząd kopulacyjny ma 0,21 mm długości i długi, spiczasty, krótszy od części rurkowatej wyrostek boczny. Samicę cechuje podługowata spermateka o wymiarach 0,15 × 0,06 mm.
Owad endemiczny dla Nowej Zelandii, znany tylko z regionu Nelson na Wyspie Południowej. Spotykany jest w ściółce, próchnicy i wśród mchów, na wysokości od 650 do 854 m n.p.m.